# Выборы в Совет Безопасности ООН (2010)
Выборы в СБ ООН прошли 12 октября 2010 года на 65 ГА ООН в Штаб-квартире ООН.
Новыми непостоянными членами Совета безопасности ООН на 2 года избраны ЮАР, Индия, Колумбия, Германия и Португалия. Свою работу в Совбезе они начали с 1 января 2011 года. Канада также претендовавшая на место в Совете безопасности, не получила нужного количества голосов.

## Географическое распределение
В соответствии с правилами географического распределения из непостоянных членов Совета безопасности, а также сложившейся практикой, члены избирались следующим образом: один из Африки (ЮАР заменил Уганду), один из Азии (Индия заменила Японию), один из стран Латинской Америки и Карибского бассейна (Колумбия заменила Мексику), и два из Западной Европы (Германия и Португалия заменили Турцию и Австрию).